# Кајакашки савез Републике Српске
Кајакашки савез Републике Српске је кровна спортска организација која окупља све кајакашке и кану клубове на територији Републике Српске. 

## Историјат
Основан је 1996. у Бањој Луци. Оснивачи су били представници кајак кану клубова: „Врбас“, Бања Лука, „Вал“, Добој, „Дрина“, Зворник, „Ада“, Нови Град и „Требишњица“, Требиње. Сједиште Савеза је у Бањој Луци. Такмичари клубова, чланова Савеза, од 2004. учествовали су на скоро свим међународним такмичењима под окриљем Европске кајакашке асоцијације (European Canoe Association – ECA) и Свјетске кајакашке федерације (International Canoe Federation – ICF). Међу тим такмичењима најзначајнија су: Свјетски куп у дисциплини слалом у Атини (2004), Прве европске игре у Бакуу (2015), Медитеранске игре у Тарагони, Шпанија (2018), и Друге европске игре у Минску (2019). Стаза на ријеци Врбас у Републици Српске једина је на свијету на којој су, 11 година узастопно, одржана званична кајакашка такмичења: Европско првенство у слалому за јуниоре и сениоре до 23 године у кајаку и кануу на дивљим водама „Бања Лука – Врбас 2011“, ICF финална трка Свјетског купа за сениоре у кајаку и кануу на дивљим водама „Бања Лука – Врбас 2012“, ICF прва и друга трка Свјетског купа у кајаку и кануу на дивљим водама за сениоре „Бања Лука – Врбас 2013“, Европско првенство за јуниоре у кајаку и кануу на дивљим водама „Бања Лука – Врбас 2014“, Европско првенство за сениоре у кајаку и кануу на дивљим водама „Бања Лука – Врбас 2015“, Свјетско првенство за сениоре у кајаку и кануу на дивљим водама „Бања Лука – Врбас 2016“, Европски куп за сениоре у кајаку и кануу на дивљим водама „М:тел – Врбас 2017“, Европски куп за сениоре у кајаку и кануу на дивљим водама „М:тел – Врбас 2018“, Свјетски куп у кајаку и кануу на дивљим водама за сениоре „Бања Лука – Врбас 2018“, Свјетско првенство за јуниоре и млађе сениоре у кајаку и кануу на дивљим водама „Бања Лука – Врбас 2019“, Свјетски куп у кајаку и кануу на дивљим водама за сениоре „Бања Лука – Врбас 2021“. Европски куп за сениоре у кајаку и кануу на дивљим водама „М:тел – Врбас 2020“ отказан је због пандемије корона вируса.